# 1930年代の建築
1930年代の建築についての概要である。

## 日本の主要作品
| 名称                                                                        | 画像 | 設計者                                                                                          | 竣工            | 所在   | 備考                                 |
| --------------------------------------------------------------------------- | ---- | ----------------------------------------------------------------------------------------------- | --------------- | ------ | ------------------------------------ |
| 博報堂旧本社                                                                |      | 岡田信一郎                                                                                      | 1930 （昭和5）  | 東京   | ※現存せず                            |
| 三菱倉庫江戸橋倉庫ビル                                                      |      | 三菱倉庫建築課                                                                                  | 1930 （昭和5）  | 東京   |                                      |
| 旧東方文化学院京都研究所 （京都大学人文科学研究所附属漢字情報研究センター） |      | 武田五一 東畑謙三                                                                               | 1930 （昭和5）  | 京都   | 登録有形文化財                       |
| 甲子園ホテル （甲子園会館）                                                 |      | 遠藤新                                                                                          | 1930 （昭和5）  | 兵庫   | 登録有形文化財                       |
| 旧米子市庁舎 （山陰歴史館）                                                 |      | 佐藤功一 増戸憲雄                                                                               | 1930 （昭和5）  | 鳥取   | 米子市指定有形文化財                 |
| 東京海上ビルディング新館                                                    |      | 曾禰中條建築事務所                                                                              | 1930 （昭和5）  | 東京   | ※現存せず                            |
| 日本橋野村ビルディング                                                      |      | 安井武雄                                                                                        | 1930 （昭和5）  | 東京   |                                      |
| 旧第一銀行本店（第一勧業銀行本店）                                          |      | 西村好時                                                                                        | 1930 （昭和5）  | 東京   | ※現存せず                            |
| 旧大阪市電気局庁舎（大阪市交通局庁舎）                                      |      | 大阪市建築課                                                                                    | 1930 （昭和5）  | 大阪   | ※現存せず                            |
| 旧逓信省貯金局庁舎（日本郵政グループ飯倉ビル）                              |      | 大蔵省営繕管財局                                                                                | 1930 （昭和5）  | 東京   | ※現存せず                            |
| 旧常磐生命保険（朝日生命館）                                                |      | 國枝工務所                                                                                      | 1930 （昭和5）  | 東京   | ※現存せず                            |
| 旧茨城県庁舎（三の丸庁舎）                                                  |      | 置塩章                                                                                          | 1930 （昭和5）  | 茨城   |                                      |
| 静岡銀行本店                                                                |      | 中村與資平                                                                                      | 1931 （昭和6）  | 静岡   | 登録有形文化財                       |
| 豊橋市公会堂                                                                |      | 中村與資平                                                                                      | 1931 （昭和6）  | 愛知   | 登録有形文化財                       |
| 宇治山田駅                                                                  |      | 久野節                                                                                          | 1931 （昭和6）  | 三重   | 登録有形文化財、中部の駅百選         |
| 綿業会館                                                                    |      | 渡辺節                                                                                          | 1931 （昭和6）  | 大阪   | 重文                                 |
| 旧朝日新聞大阪本社 （大阪朝日ビル）                                         |      | 石川純一郎                                                                                      | 1931 （昭和6）  | 大阪   | ※現存せず                            |
| 旧新港相互館 （新港貿易会館）                                               |      |                                                                                                 | 1931 （昭和6）  | 兵庫   | 登録有形文化財                       |
| 旧東京科学博物館本館（国立科学博物館）                                      |      | 糟谷謙三                                                                                        | 1931 （昭和6）  | 東京   | 重文                                 |
| 旧大阪ビルヂング第2号館（日比谷ダイビル）                                   |      | 渡辺節                                                                                          | 1931 （昭和6）  | 東京   | ※現存せず                            |
| 旧警視庁庁舎                                                                |      | 大蔵省営繕管財局                                                                                | 1931 （昭和6）  | 東京   | ※現存せず                            |
| 遊就館                                                                      |      | 伊東忠太                                                                                        | 1931 （昭和6）  | 東京   |                                      |
| 旧銀座ビルディング（銀座東邦生命ビル）                                      |      | 徳永庸                                                                                          | 1931 （昭和6）  | 東京   | ※現存せず                            |
| 旧大洋商会（丸石ビルディング）                                              |      | 山下寿郎                                                                                        | 1931 （昭和6）  | 東京   | 登録有形文化財                       |
| 旧森五商店東京支店（近三ビルディング）                                      |      | 村野藤吾                                                                                        | 1931 （昭和6）  | 東京   | 東京都選定歴史的建造物               |
| 旧東京株式取引所・本館（東京証券取引所）                                    |      | 横河工務所                                                                                      | 1931 （昭和6）  | 東京   | ※現存せず                            |
| 旧国立生糸検査所                                                            |      | 置塩章                                                                                          | 1932 （昭和7）  | 兵庫   |                                      |
| 旧服部時計店 （和光）                                                       |      | 渡辺仁                                                                                          | 1932 （昭和7）  | 東京   |                                      |
| 南海ビルディング                                                            |      | 久野節                                                                                          | 1932 （昭和7）  | 大阪   | 登録有形文化財、大阪市都市景観資源   |
| 旧日清生命館（丸ノ内野村ビルディング）                                      |      | 佐藤功一                                                                                        | 1932 （昭和7）  | 東京   | ※現存せず                            |
| 旧聖路加国際メヂカルセンター（聖路加国際病院）                              |      | アントニン・レーモンド ヤン・ヨセフ・スワガー ベドジフ・フォイエルシュタイン J.V.W.バーガミニー | 1932 （昭和7）  | 東京   | ※部分保存                            |
| 宮崎県庁舎                                                                  |      | 置塩章                                                                                          | 1932 （昭和7）  | 宮崎   | 登録有形文化財                       |
| 名古屋市庁舎                                                                |      | 平林金吾                                                                                        | 1933 （昭和8）  | 愛知   | 重文                                 |
| 大阪瓦斯ビルヂング                                                          |      | 安井武雄                                                                                        | 1933 （昭和8）  | 大阪   | 登録有形文化財                       |
| 神戸女学院大学                                                              |      | ウィリアム・メレル・ヴォーリズ                                                                  | 1933 （昭和8）  | 兵庫   | 重文                                 |
| 旧朝香宮邸 （東京都庭園美術館）                                             |      | 宮内省内匠寮                                                                                    | 1933 （昭和8）  | 東京   | 重文                                 |
| 高輪消防署二本榎出張所                                                      |      | 越知操                                                                                          | 1933 （昭和8）  | 東京   |                                      |
| 博物館動物園駅                                                              |      | 中川俊二                                                                                        | 1933 （昭和8）  | 東京   | 東京都選定歴史的建造物               |
| 東京中央郵便局                                                              |      | 吉田鉄郎                                                                                        | 1933 （昭和8）  | 東京   | 日本の近代建築20選、※部分保存        |
| 京都市美術館                                                                |      | 前田健二郎                                                                                      | 1933 （昭和8）  | 京都   |                                      |
| 旧日本生命館（高島屋東京店）                                                |      | 片岡安 高橋貞太郎 前田健二郎 田中正義 後藤武一                                                  | 1933 （昭和8）  | 東京   | 重文                                 |
| 旧産業組合中央金庫（農林中央金庫有楽町ビル）                                |      | 渡辺仁                                                                                          | 1933 （昭和8）  | 東京   | ※現存せず                            |
| 中之島三井ビルディング                                                      |      | 高橋貞太郎                                                                                      | 1933 （昭和8）  | 大阪   | ※現存せず                            |
| 日本劇場                                                                    |      | 渡辺仁                                                                                          | 1933 （昭和8）  | 東京   | ※現存せず                            |
| 東京宝塚劇場                                                                |      | 竹中工務店                                                                                      | 1933 （昭和8）  | 東京   | ※現存せず                            |
| 旧文部省庁舎（文部科学省庁舎）                                              |      | 大蔵省営繕管財局                                                                                | 1933 （昭和8）  | 東京   | 登録有形文化財 ※部分保存             |
| 旧内務省庁舎（中央合同庁舎第2号館）                                         |      | 大蔵省営繕管財局                                                                                | 1933 （昭和8）  | 東京   | ※現存せず                            |
| 東京住友ビルディング                                                        |      | 長谷部竹腰建築事務所                                                                            | 1933 （昭和8）  | 東京   | ホテルトウキョウの時期あり ※現存せず |
| 明治屋ビルディング                                                          |      | 曾禰中條建築事務所                                                                              | 1933 （昭和8）  | 東京   | 中央区指定有形文化財                 |
| 軍人会館 （九段会館）                                                       |      | 川元良一                                                                                        | 1934 （昭和9）  | 東京   |                                      |
| 明治生命館                                                                  |      | 岡田信一郎                                                                                      | 1934 （昭和9）  | 東京   | 重文                                 |
| 築地本願寺伽藍                                                              |      | 伊東忠太                                                                                        | 1934 （昭和9）  | 東京   | 重文                                 |
| 同潤会江戸川アパート                                                        |      | 同潤会                                                                                          | 1934 （昭和9）  | 東京   | ※現存せず                            |
| 横浜税関本関庁舎                                                            |      | 下元連 吉武東里                                                                                 | 1934 （昭和9）  | 神奈川 | 横浜市認定歴史的建造物               |
| 静岡市役所静岡庁舎本館                                                      |      | 中村與資平                                                                                      | 1934 （昭和9）  | 静岡   | 登録有形文化財                       |
| 蒲郡ホテル （蒲郡クラシックホテル）                                         |      | 久野節                                                                                          | 1934 （昭和9）  | 愛知   | 近代化産業遺産                       |
| 旧特許局庁舎                                                                |      | 大蔵省営繕管財局                                                                                | 1934 （昭和9）  | 東京   | ※現存せず                            |
| 旧東京市中央卸売市場築地本場（築地市場）                                    |      | 東京市（土木局建築課）                                                                          | 1934 （昭和9）  | 東京   |                                      |
| 土浦亀城自邸                                                                |      | 土浦亀城                                                                                        | 1935 （昭和10） | 東京   | 東京都指定文化財                     |
| 大阪府済生会中津病院                                                        |      | 中村與資平                                                                                      | 1935 （昭和10） | 大阪   | ※玄関ホールのみ現存                  |
| 旧横浜正金銀行神戸支店（神戸市立博物館）                                    |      | 桜井小太郎                                                                                      | 1935 （昭和10） | 兵庫   | 登録有形文化財                       |
| そごう大阪店                                                                |      | 村野藤吾                                                                                        | 1935 （昭和10） | 大阪   | ※現存せず                            |
| 旧大阪株式取引所・市場館（大阪証券取引所）                                  |      | 長谷部竹腰建築事務所                                                                            | 1935 （昭和10） | 大阪   | ※外壁保存                            |
| 旧会計検査院庁舎                                                            |      | 大蔵省営繕管財局                                                                                | 1935 （昭和10） | 東京   | ※現存せず                            |
| 港区立高輪台小学校                                                          |      | 鈴木忠雄                                                                                        | 1935 （昭和10） | 東京   | 東京都選定歴史的建造物               |
| 富山県庁舎                                                                  |      | 大熊喜邦 増田八郎                                                                               | 1935 （昭和10） | 富山   | 登録有形文化財                       |
| 旧宮内省庁舎（宮内庁庁舎）                                                  |      | 宮内省内匠寮                                                                                    | 1935 （昭和10） | 東京   |                                      |
| 旧新大阪ホテル（リーガロイヤルホテル）                                      |      | 大阪市土木部建築課 長谷部竹腰建築事務所                                                         | 1935 （昭和10） | 大阪   | ※現存せず                            |
| 現・国会議事堂                                                              |      | 大蔵省臨時議院建築局                                                                            | 1936 （昭和11） | 東京   |                                      |
| 大阪市立美術館                                                              |      | 伊藤正文 海上静一                                                                               | 1936 （昭和11） | 大阪   |                                      |
| 交通博物館                                                                  |      | 土橋長俊                                                                                        | 1936 （昭和11） | 東京   | ※現存せず                            |
| 旧共同ビルヂング（同和ビルヂング）                                          |      | 曾禰中條建築事務所                                                                              | 1936 （昭和11） | 大阪   | ※現存せず                            |
| 大阪放送会館                                                                |      | 渡辺仁                                                                                          | 1936 （昭和11） | 大阪   | ※現存せず                            |
| 旧三井銀行大阪支店（三井住友銀行大阪中央支店）                              |      | 曾禰中條建築事務所                                                                              | 1936 （昭和11） | 大阪   |                                      |
| 旧南満州鉄道東京支社（アメリカ大使館）                                      |      | 安井武雄                                                                                        | 1936 （昭和11） | 東京   | ※現存せず                            |
| 東京大学医科学研究所1号館                                                   |      | 内田祥三                                                                                        | 1937 （昭和12） | 東京   |                                      |
| 旧東京帝室博物館 （東京国立博物館本館）                                     |      | 渡辺仁 (原案) 宮内省内匠寮                                                                      | 1937 （昭和12） | 東京   | 重文                                 |
| 静岡県庁舎                                                                  |      | 中村與資平                                                                                      | 1937 （昭和12） | 静岡   | 登録有形文化財                       |
| 旧京都電燈本社屋 （関西電力京都支店）                                       |      | 武田五一                                                                                        | 1937 （昭和12） | 京都   | DOCOMOMO100選                        |
| 渡辺翁記念会館                                                              |      | 村野藤吾                                                                                        | 1937 （昭和12） | 山口   | 重文                                 |
| 旧大阪ビルヂング新館（ダイビル新館）                                        |      | 渡辺節                                                                                          | 1937 （昭和12） | 大阪   | ※現存せず                            |
| 旧日産館（物産館）                                                          |      | 中央土木                                                                                        | 1937 （昭和12） | 東京   | ※現存せず                            |
| 旧鉄道省庁舎（東日本旅客鉄道本社屋）                                        |      | 岡崎泰光 伊藤滋                                                                                 | 1937 （昭和12） | 東京   | ※現存せず                            |
| 東京逓信病院                                                                |      | 山田守                                                                                          | 1937 （昭和12） | 東京   | ※現存せず                            |
| 旧帝室林野局庁舎（ホテルテート）                                            |      | 佐藤功一                                                                                        | 1937 （昭和12） | 東京   | ※現存せず                            |
| 旧三菱銀行本店増築                                                          |      | 藤村朗                                                                                          | 1937 （昭和12） | 東京   | ※現存せず                            |
| 宇治電ビルディング                                                          |      | 長谷部竹腰建築事務所                                                                            | 1937 （昭和12） | 大阪   | ※現存せず                            |
| 後楽園スタヂアム                                                            |      | 古橋柳太郎                                                                                      | 1937 （昭和12） | 東京   | ※現存せず                            |
| 愛知県庁舎                                                                  |      | 西村好時 渡辺仁                                                                                 | 1938 （昭和13） | 愛知   | 重要文化財                           |
| 強羅ホテル                                                                  |      | 土浦亀城                                                                                        | 1938 （昭和13） | 神奈川 | ※現存せず                            |
| 第一生命館                                                                  |      | 渡辺仁 松本与作                                                                                 | 1938 （昭和13） | 東京   | ※外壁保存ならびに躯体の再利用        |
| 旧東京放送会館（日比谷国際ビルヂング）                                      |      | 山下寿郎                                                                                        | 1938 （昭和13） | 東京   | ※現存せず                            |
| 旧丸紅商店京都支店 (COCON KARASUMA)                                         |      | 長谷部竹腰建築事務所                                                                            | 1938 （昭和13） | 京都   |                                      |
| 栃木県庁舎                                                                  |      | 佐藤功一                                                                                        | 1938 （昭和13） | 栃木   | ※昭和館として一部移築保存            |
| 滋賀県庁舎                                                                  |      | 佐藤功一                                                                                        | 1938 （昭和13） | 滋賀   | 登録有形文化財                       |
| 旧名古屋逓信局庁舎 (日本郵政グループ名古屋ビル)                             |      | 逓信省経理局営繕課                                                                              | 1938 （昭和13） | 愛知   |                                      |
| 旧国立公衆衛生院                                                            |      | 内田祥三                                                                                        | 1938 （昭和13） | 東京   |                                      |
| 和歌山県庁舎                                                                |      | 増田八郎 内田祥三                                                                               | 1938 （昭和13） | 和歌山 | 登録有形文化財                       |
| 日本生命保険本店本館（日生ビル）第1期                                       |      | 長谷部竹腰建築事務所                                                                            | 1938 （昭和13） | 大阪   |                                      |
| 旧住友銀行京都支店                                                          |      | 長谷部竹腰建築事務所                                                                            | 1938 （昭和13） | 京都   | ※現存せず                            |
| 旧京都競馬場                                                                |      | 安井武雄                                                                                        | 1938 （昭和13） | 京都   | ※現存せず                            |
| 造幣局庁舎                                                                  |      | 大蔵省営繕管財局                                                                                | 1938 （昭和13） | 大阪   |                                      |
| 東日会館                                                                    |      | 大倉土木建築部                                                                                  | 1938 （昭和13） | 東京   | ※現存せず                            |
| 大正生命保険                                                                |      | 木村徳三郎                                                                                      | 1938 （昭和13） | 東京   | ※現存せず                            |
| 若狭邸                                                                      |      | 堀口捨己                                                                                        | 1939 （昭和14） | 東京   |                                      |
| 大阪中央郵便局                                                              |      | 吉田鉄郎                                                                                        | 1939 （昭和14） | 大阪   |                                      |
| 旧名古屋日本徴兵館（大和生命ビル）                                          |      | 横河工務所                                                                                      | 1939 （昭和14） | 愛知   | ※現存せず                            |
| 神港ビルディング                                                            |      | 木下益次郎                                                                                      | 1939 （昭和14） | 兵庫   | 近代化産業遺産                       |
| 産業組合中央会館                                                            |      | 産業組合中央会館臨時建築部 田中秀夫                                                             | 1939 （昭和14） | 東京   | ※現存せず                            |
| 鉄鋼会館                                                                    |      | 三菱地所                                                                                        | 1939 （昭和14） | 東京   | ※現存せず                            |

## 日本国外の主要作品
現況欄の○は現存、✕は現存せず、△は一部現存
| 西暦   | 名称                               | 画像 | 設計者 | 所在地                     | 国・地域       | 現況 | 指定     | 備考 |
| ------ | ---------------------------------- | ---- | --- | -------------------------- | -------------- | ---- | -------- | ---- |
| 1930年 | クライスラービル                   |      | ウィリアム・ヴァン・アレン                                                                                           | ニューヨーク               | アメリカ合衆国 | ○    |          |      |
| 1930年 | インド総督府                       |      | エドウィン・ラッチェンス                                                                                             | デリー                     | インド         | ○    |          |      |
| 1930年 | トゥーゲントハット邸               |      | ミース・ファン・デル・ローエ                                                                                         | ブルノ                     | チェコ         | ○    | 世界遺産 |      |
| 1930年 | ヒルヴェルスム市庁舎               |      | ウィレム・デュドック                                                                                                 | ヒルヴェルスム             | オランダ       | ○    |          |      |
| 1930年 | ファン・ネレ工場                   |      | ミシール・ブリンクマン ヨハネス・ブリンクマン レーンデルト・ファン・デル・フルフト ヤン・ヴィーベンハ マルト・スタム | ロッテルダム               | オランダ       | ○    | 世界遺産 |      |
| 1930年 | オープン・エアー・スクール         |      | ヨハネス・ダイカー                                                                                                   | アムステルダム             | オランダ       | ○    |          |      |
| 1931年 | エンパイア・ステート・ビルディング |      | リッチモンド・H・シュリーブ ウィリアム・ラム アーサー・L・ハーモン                                                   | ニューヨーク               | アメリカ合衆国 | ○    |          |      |
| 1931年 | サヴォア邸                         |      | ル・コルビュジエ | ポワシー                   | フランス       | ○    | 世界遺産 |      |
| 1931年 | ガラスの家                         |      | ピエール・シャロー                                                                                                   | パリ                       | フランス       | ○    |          |      |
| 1931年 | マグロウヒルビル                   |      | レイモンド・フッド                                                                                                   | ニューヨーク               | アメリカ合衆国 | ○    |          |      |
| 1931年 | コモのボート・クラブ・ハウス       |      | ジャンニ・マンテーロ                                                                                                 | コモ                       | イタリア       | ○    |          |      |
| 1931年 | ブリッツ・ジードルンク             |      | ブルーノ・タウト | ベルリン                   | ドイツ         | ○    |          |      |
| 1932年 | スイス学生会館                     |      | ル・コルビュジエ | パリ                       | フランス       | ○    | 世界遺産 |      |
| 1932年 | ブーツ製薬工場                     |      | オーウェン・ウィリアムズ                                                                                             | ビーストン                 | イギリス       | ○    |          |      |
| 1933年 | パイミオのサナトリウム             |      | アルヴァ・アールト                                                                                                   | ノールマック               | フィンランド   | ○    | 世界遺産 |      |
| 1934年 | ツェッペリン広場                   |      | アルベルト・シュペーア                                                                                               | ニュルンベルク             | ドイツ         | △    |          |      |
| 1934年 | ロンドン動物園ペンギンプール       |      | バーソルド・リュベトキン                                                                                             | ロンドン                   | イギリス       | ○    |          |      |
| 1935年 | サルスエラ競馬場                   |      | エドゥアルド・トロハ                                                                                                 | マドリード                 | スペイン       | ○    |          |      |
| 1936年 | ベルリン・オリンピアシュタディオン |      | ベルナー・マルヒ | ベルリン                   | ドイツ         | ○    |          |      |
| 1936年 | カサ・デル・ファッショ             |      | ジュゼッペ・テラーニ                                                                                                 | コモ                       | イタリア       | ○    |          |      |
| 1937年 | タリアセン・ウエスト               |      | フランク・ロイド・ライト                                                                                             | スコッツデール             | アメリカ合衆国 | ○    |          |      |
| 1937年 | パリ万国博覧会日本館               |      | 坂倉準三 | パリ                       | フランス       | ✕    |          |      |
| 1937年 | 落水荘                             |      | フランク・ロイド・ライト                                                                                             | スチュワート・タウンシップ | アメリカ合衆国 | ○    |          |      |
| 1937年 | サンテリア幼稚園                   |      | ジュゼッペ・テラーニ                                                                                                 | コモ                       | イタリア       | ○    |          |      |
| 1938年 | マラパルテ邸                       |      | アダルベルト・リベラ                                                                                                 | カプリ島                   | イタリア       | ○    |          |      |
| 1939年 | ジョンソンワックス社事務所棟       |      | フランク・ロイド・ライト                                                                                             | ラシーン                   | アメリカ合衆国 | ○    |          |      |
| 1939年 | ロックフェラー・センター           |      | レイモンド・フッド                                                                                                   | ニューヨーク               | アメリカ合衆国 | ○    |          |      |
| 1939年 | マイレア邸                         |      | アルヴァ・アールト                                                                                                   | ノールマック               | フィンランド   | ○    |          |      |
| 1939年 | スイス博覧会セメント館             |      | ロベール・マイヤール                                                                                                 | チューリッヒ               | スイス         | ✕    |          |      |

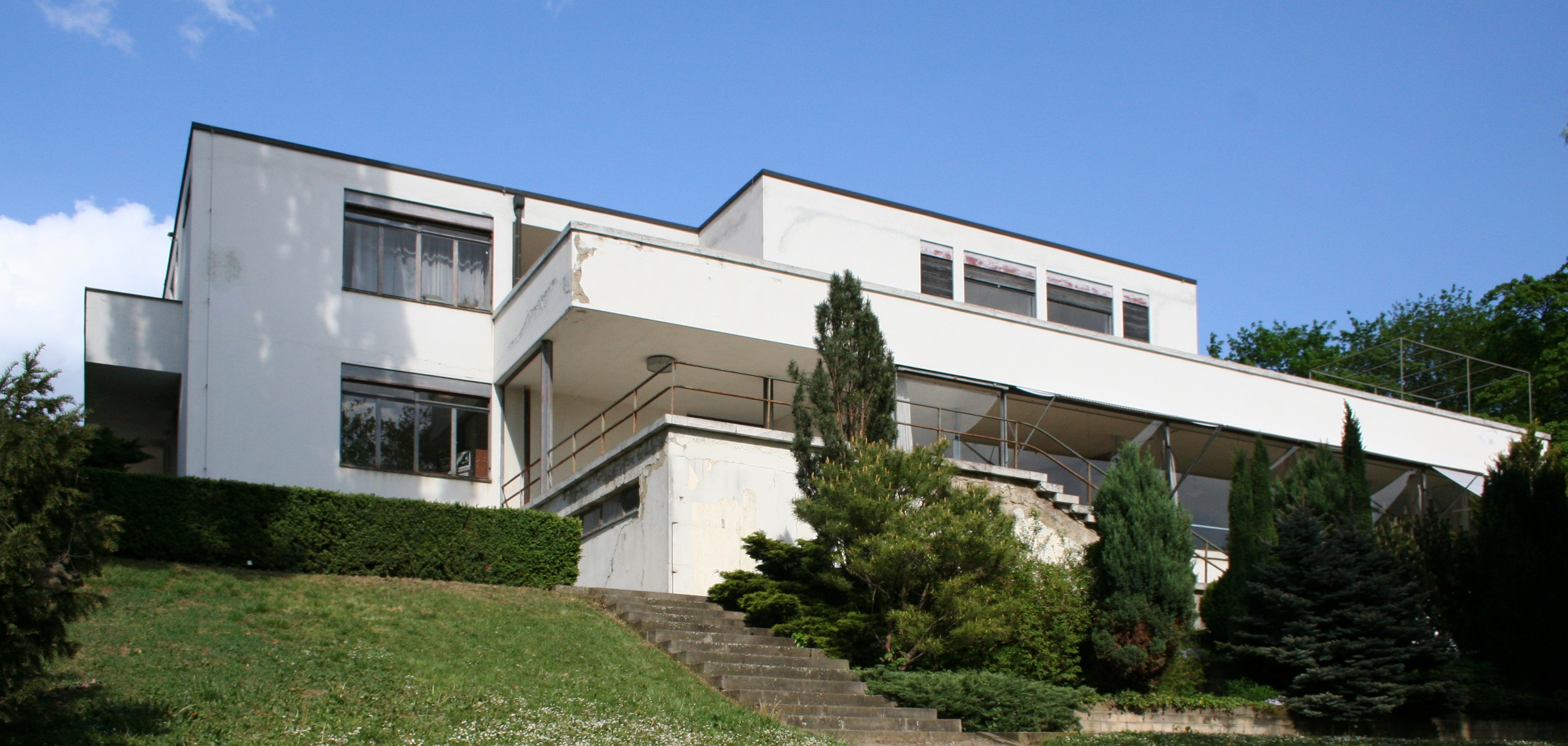
トゥーゲントハット邸
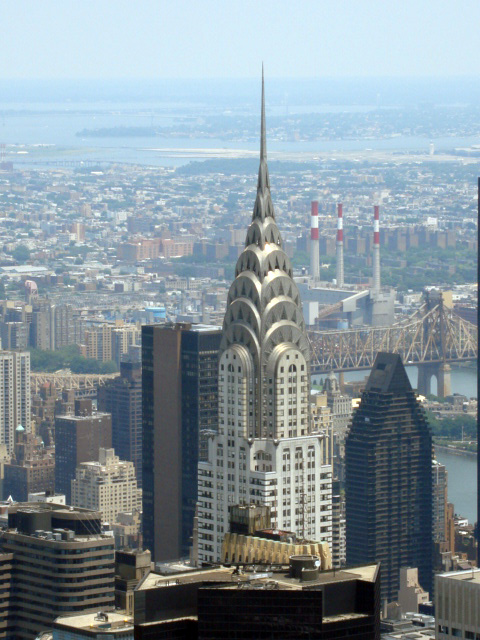
クライスラービル
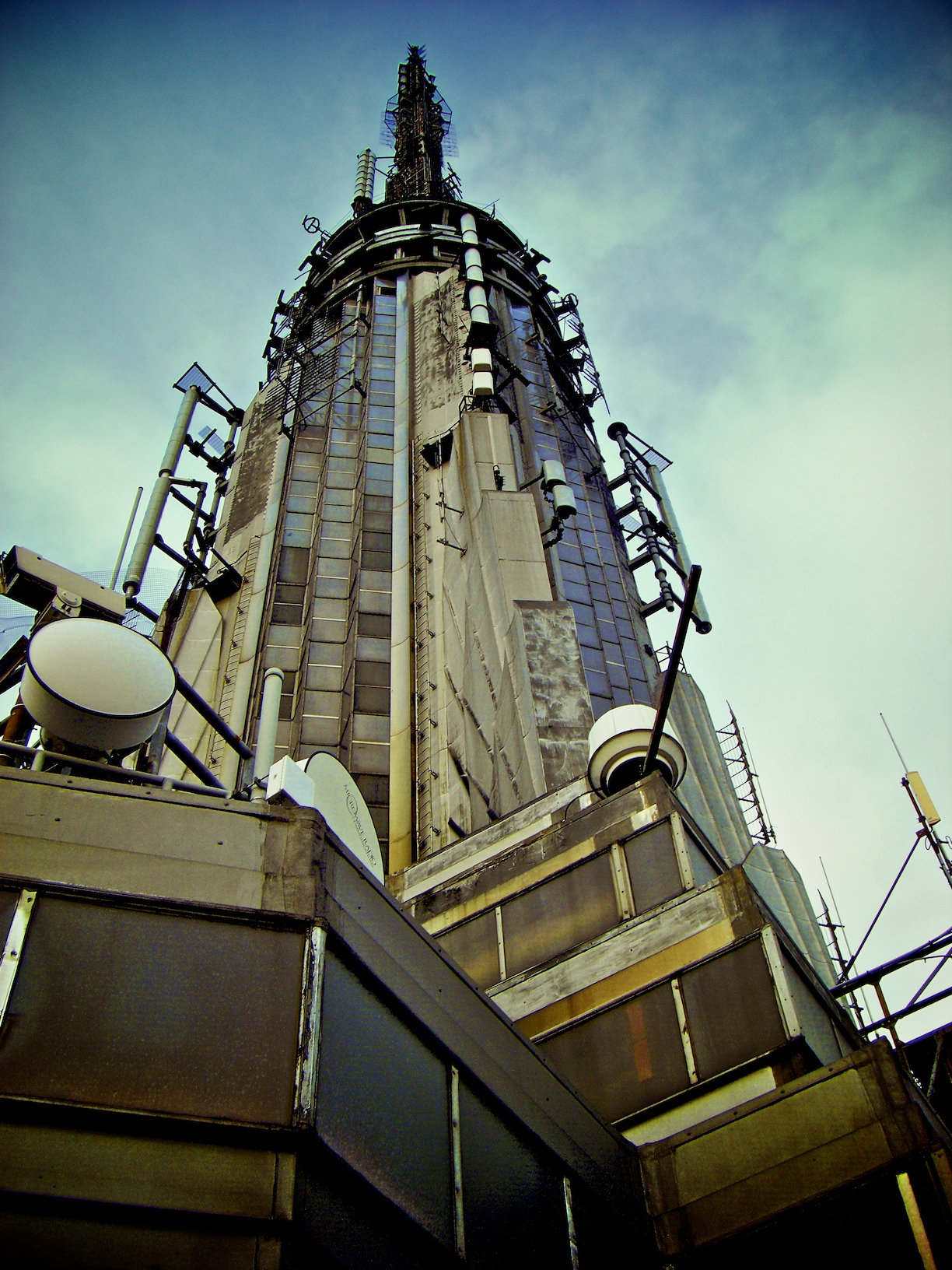
エンパイア・ステート・ビルディング
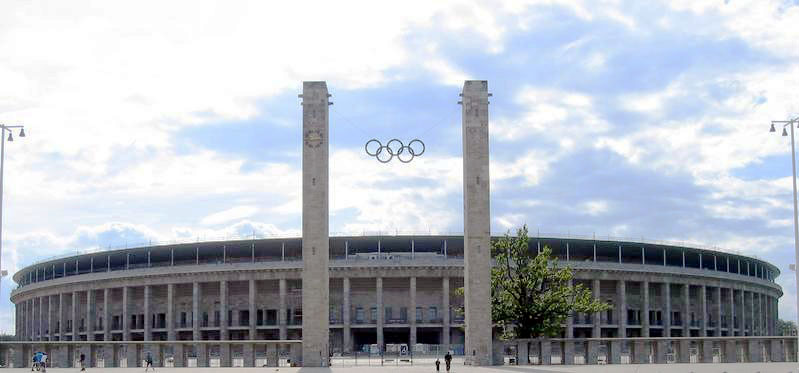
ベルリン・オリンピアシュタディオン
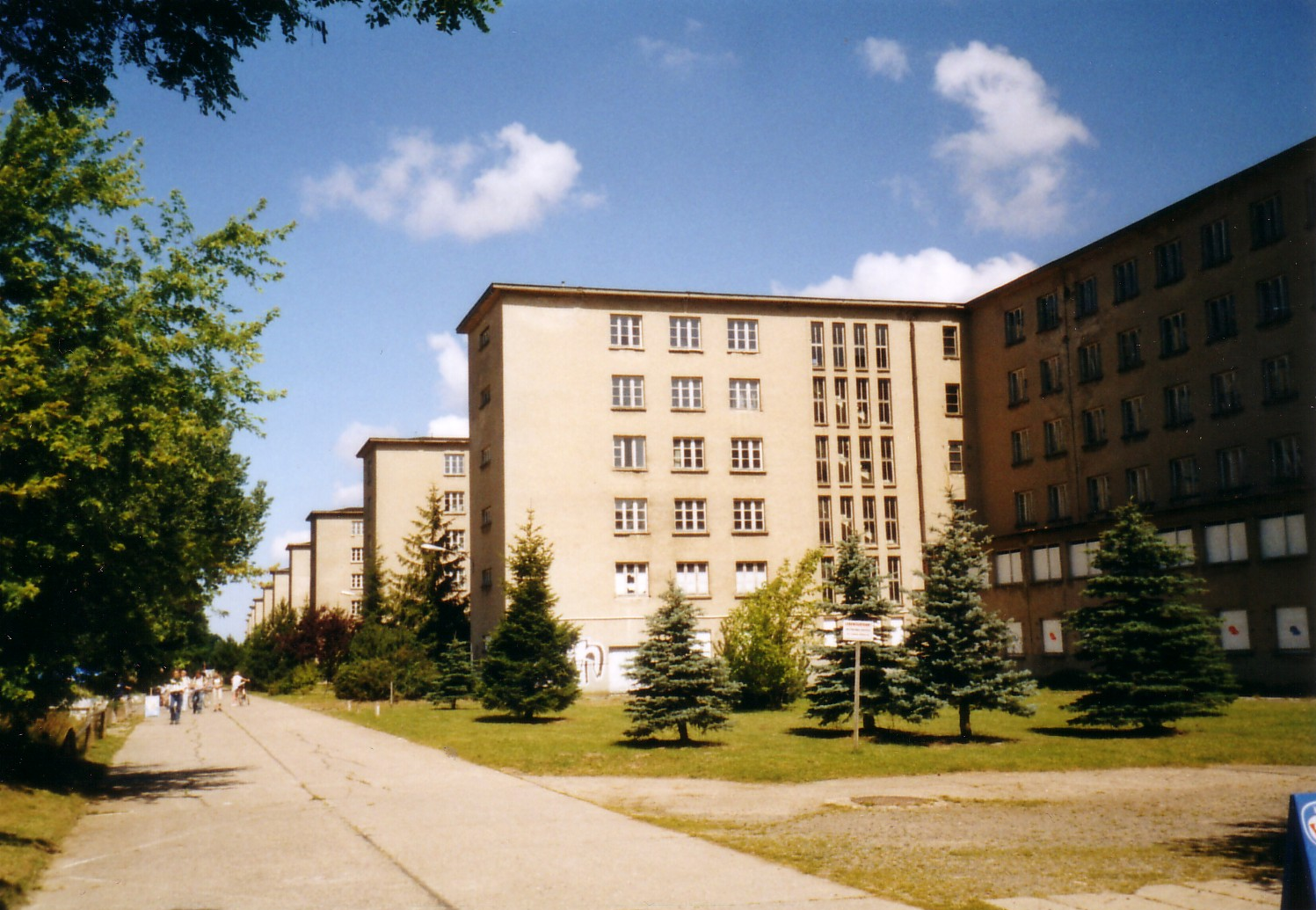
プローラの保養所施設
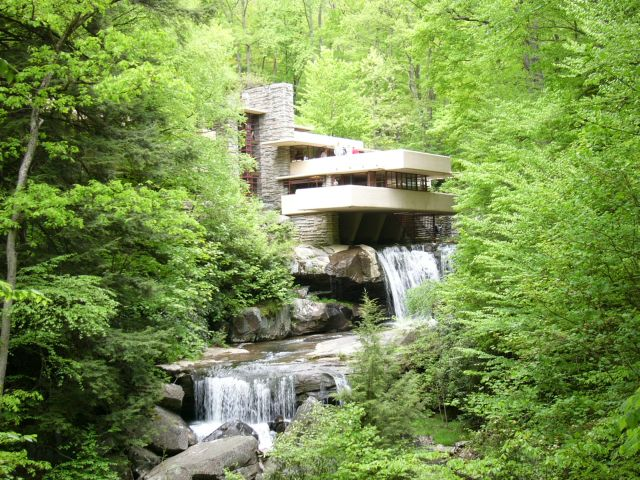
落水荘
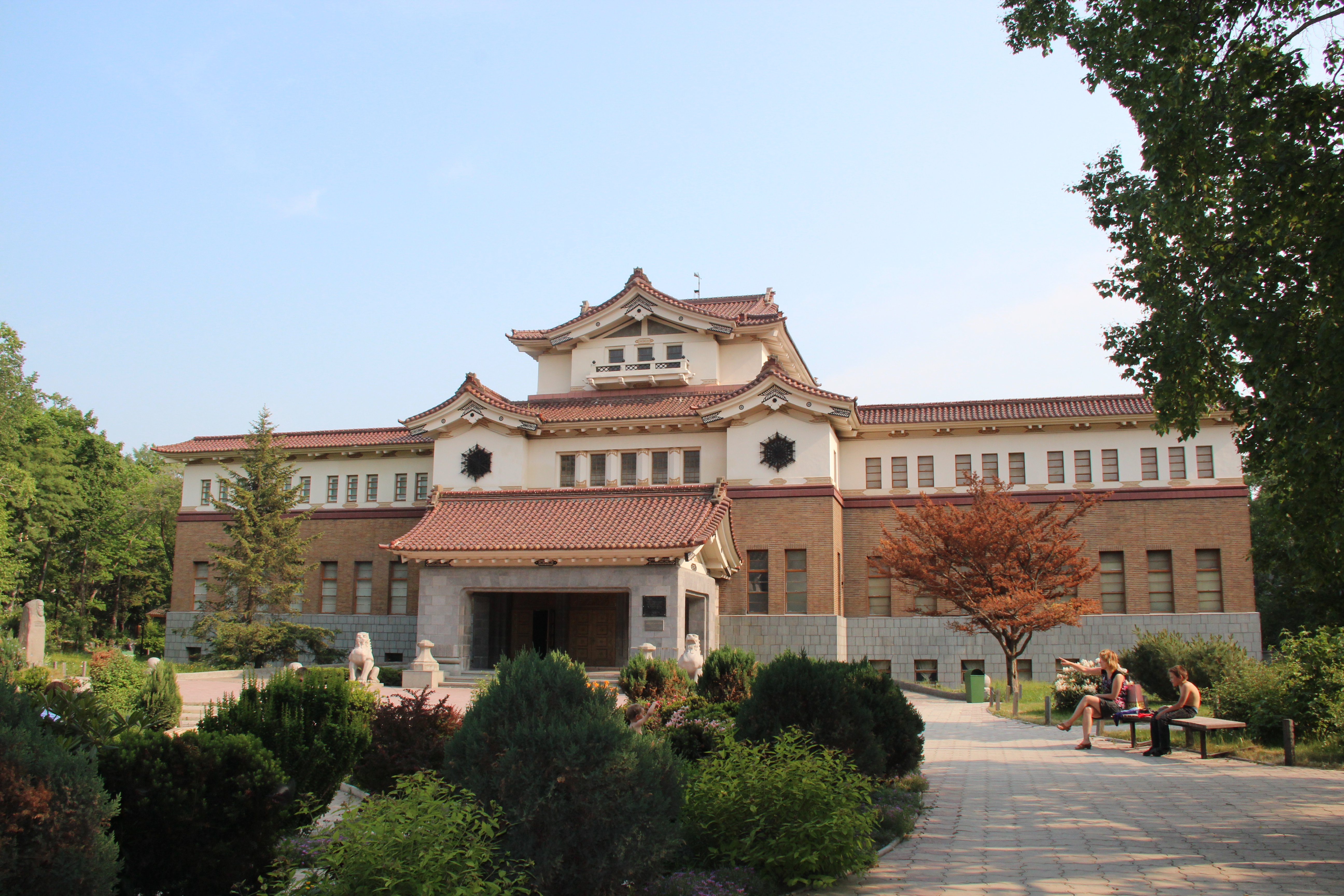
樺太庁博物館
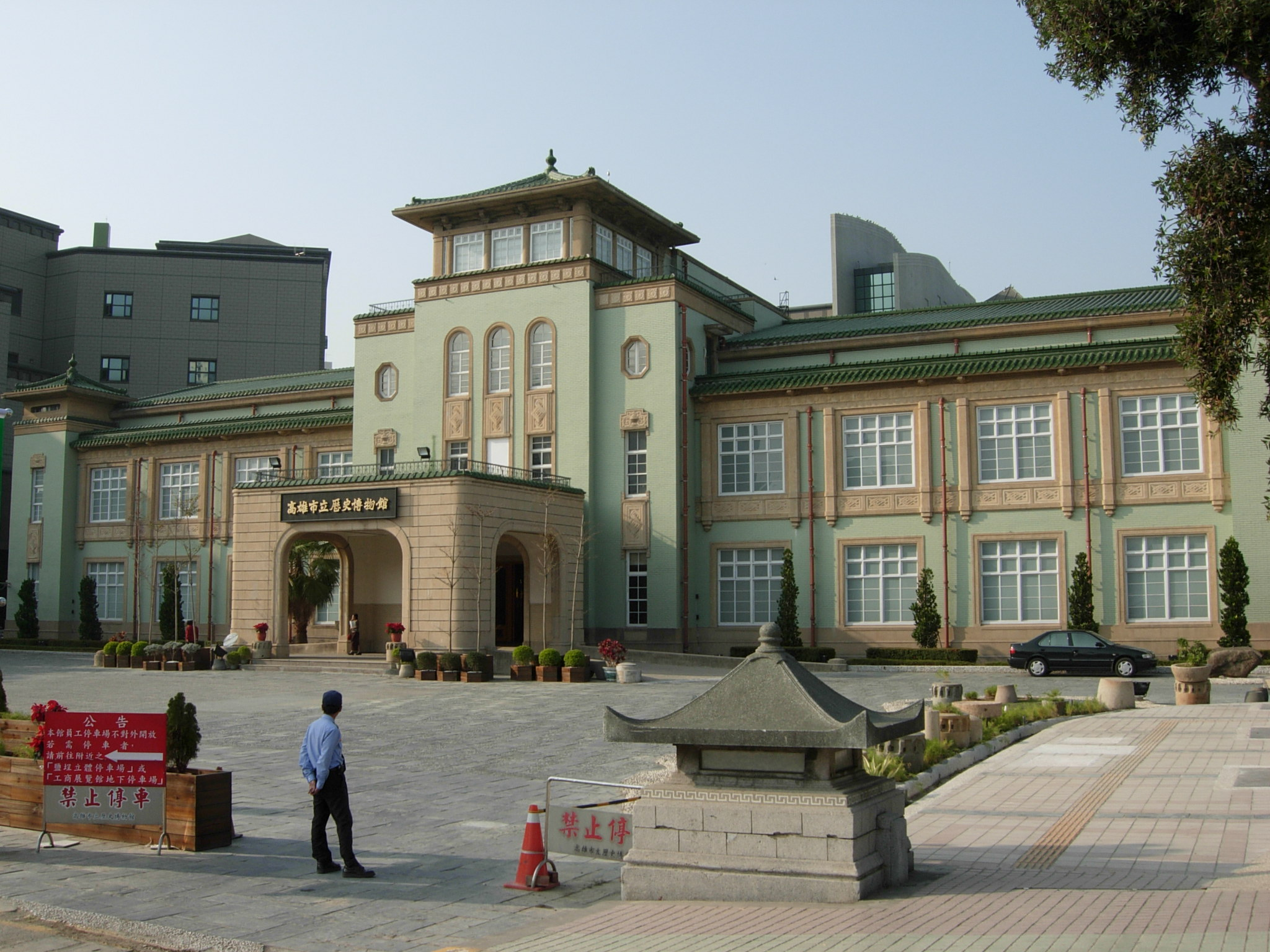
旧台湾高雄市役所

## コンペ・受賞
- 日本生命館（日本橋高島屋）（1930年、公開）1等当選の高橋貞太郎が当選し実施設計まで行った。
- 大礼記念京都美術館[2] 京都市美術館 - 1930年（昭和5年）前田健二郎がコンペィション1等に選ばれ、昭和8年竣工。
- 軍人会館（1930年、公開, 九段会館) - 1930年（昭和5年）9月 在郷軍人会主催による軍人会館懸賞設計競技（コンペ）を実施発表。小野武雄設計作品が「1等賞」を受賞。のちに川元良一が小野設計作品を基に実施設計着手
- 明治製菓本郷売店（1930年、公開）
- 東京国立博物館 - 1931年4月に設計案の公募が締切られ、273点の応募作のなかから渡辺仁の案が採用された
- 京帝室博物館（東京国立博物館）（1931年、公開）- 渡辺仁案が1等当選し、宮内省内匠寮が手を加えて実施した。
- 朝鮮貯蓄銀行本店（1932年、公開）
- 大阪放送会館 - 1932年（昭和7年）6月28日に日本放送協会が6名を指名し、総数11種の図案が提出され、審査員は建築学会正員側内田祥三、佐藤功一、宗兵蔵、日本放送協会本部側より小森常務、日本放送協会関西支部側より廣江常務にして審議の結果、同年10月31日の最終審査において渡辺仁案が最優秀案に選定された。
- NHK東京放送会館 - 指名設計競技方式により行われることになり、1933年（昭和8年）山下寿郎建築事務所案の当選が決定
- 明治製菓売店（1934年、公開：実施されず？）
- 東京市庁舎（1934年、公開：実施されず）
- 神戸市公会堂（1935年、公開：実施されず）
- ひのもと会館（1935-1936年、公開：実施されず）
- 朝鮮25周年美術館（1935年、公開：実施されず）[2]
- 愛育研究所（1936年）[2]
- 昭和鉄鋼会社鞍山製鉄所（1937年、公開：実施されず？）
- 日本万国博覧会建国記念館[2]（1937年、公開：実施されず）
- 大連公会堂（1938年、公開：実施されず）
- ベルリン国立銀行オープンコンペティション（1933年）
- スヴェルトロフクク・ウラル工業省プロジェクト（1930-1931年）
- 前政治犯協会会館（1930年）
- スターリングラード住居コンビナート（1930年）
- ロストフ・アン・ドン・ソビエト庁舎（1930年）
- イヴァノヴォ・ヴォツネセンクス大劇場（1930年）
- スヴェルドロフスク大劇場（1932年）
- ジェルジンスカヤ地下鉄駅コンペティション
- レニングラード学生コミューンコンペティションプロジェクト
- アレクサンダー広場改良オープンコンペティション
- モスクワ赤の広場のナルコムチアジプロムNarkomtiazhpromビル（1934年）
- ソビエト宮殿 - ボリス・イオファンが当選（1931年-1933年、160もの建築デザインのエントリーがあった。イオファン案がいくつか採用。しかしイオファンの新案含む宮殿が実際に建設されることはなかった。1953年のヨシフ・スターリン死後、ニキータ・フルシチョフやゲオルギー・マレンコフはついに計画を白紙に戻し唯一完成していた豪華な地下鉄駅はクロポトキンスカヤ駅と改名された。
- 重工業省モスクワ庁舎（1934年）
- クラースヌィエ・ヴォロータ駅（クラスナヤ・ヴァローダ）地下鉄駅コンペティション（1935年）
- ソビエト・ウクライナ大衆劇場（ウクライナ・ハリコフ劇場, 1931年開催、川喜田煉七郎が4位に入選）
- EUR会議場設計競技 - アダルベルト・リベラが当選(1938年)
- パラッツォ・リットリオ設計競技(1937年)
- パレ・ド・トーキョー 1930年代にJean-Claude Dondel、 André Aubert、 Paul Viard、 Marcel Dastugueらのグループが当選